# Human Nature (film)
 For alternative betydninger, se Human Nature. (Se også artikler, som begynder med Human Nature)
Human Nature er en amerikansk komediefilm fra 2001 instrueret af Michel Gondry efter manuskript af Charlie Kaufman, der også har status som producer. Filmen har Patricia Arquette, Rhys Ifans, Tim Robbins og Miranda Otto i hovedrollerne.

## Medvirkende
- Patricia Arquette
- Rhys Ifans
- Tim Robbins
- Miranda Otto